# Campionatul Mondial al Cluburilor FIFA 2018
Campionatul Mondial al Cluburilor 2018 a fost cea de-a 15-a ediție a Campionatului Mondial al Cluburilor FIFA. La acest turneu au participat cele 6 echipe campioane din fiecare continent plus echipa care a câștigat Campionatul intern din țara gazdă. Real Madrid CF a fost câștigătoare ediției precedente.
Turneul a fost găzduit de Emiratele Arabe Unite, intre 12 si 22 decembrie 2018.

## Echipe calificate
| Echipa                                               | Confederația            | Calificare                                        | Participare                                |
| Vor intra în semifinale                              | Vor intra în semifinale | Vor intra în semifinale                           | Vor intra în semifinale                    |
| ---------------------------------------------------- | ----------------------- | ------------------------------------------------- | ------------------------------------------ |
| River Plate                                          | CONMEBOL                | Câștigătorii al Copa Libertadores 2018            | A 2-a (Anterioare: 2015)                   |
| Real Madrid                                          | UEFA                    | Câștigătorii al Liga Campionilor 2017-2018        | A 5-a (Anterioare: 2000, 2014, 2016, 2017) |
| Vor intra în sferturi de finale                      |                         |                                                   |                                            |
| Kashima Antlers                                      | AFC                     | Câștigătorii al 2018 AFC Champions League         | A 2-a (Anterioare: 2016)                   |
| Espérance ST                                         | CAF                     | Câștigătorii al 2018 CAF Champions League         | A 2-a (Anterioare: 2011)                   |
| CD Guadalajara                                       | CONCACAF                | Câștigătorii al 2017–18 CONCACAF Champions League | Prima                                      |
| Vor intra în play–off–ul pentru sferturile de finală |                         |                                                   |                                            |
| Team Wellington                                      | OFC                     | Câștigătorii al 2018 OFC Champions League         | Prima                                      |
| Al Ain                                               | AFC (Gazdă)             | Câștigătorii campionatului gazdă                  | Prima                                      |

## Stadioane și orașe
Cele două locații sunt Stadionul Sheikh Zayed în Abu Dhabi și Stadionul Hazza Bin Zayed în Al Ain.
| Stadionul Sheikh Zayed                                                             | Stadionul Hazza Bin Zayed                             |
| 24°24′57.92″N 54°27′12.93″E / 24.4160889°N 54.4535917°E                            | 24°14′44.14″N 55°42′59.7″E / 24.2455944°N 55.716583°E |
| Capacitate: 43,000                                                                 | Capacitate: 22,717                                    |
|                                                                                    |                                                       |
| Abu DhabiAl AinCampionatul Mondial al Cluburilor FIFA 2018 (Emiratele Arabe Unite) |                                                       |

## Arbitri officiali
Un total de șase arbitrii, doisprezece arbitrii asistenți, și șase arbitrii asistenți video au fost aleși pentru acest turneu.
| Confederația | Arbitru           | Arbitri asistenți                    | Arbitri asistenți video                      |
| ------------ | ----------------- | ------------------------------------ | -------------------------------------------- |
| AFC          | Ryuji Sato        | Toru Sagara Hiroshi Yamauchi         | Mohammed Abdulla Hassan Mohamed              |
| CAF          | Mehdi Abid Charef | Abdelhak Etchiali Anouar Hmila       |                                              |
| CONCACAF     | Jair Marrufo      | Frank Anderson Corey Rockwell        | Mark Geiger                                  |
| CONMEBOL     | Wilton Sampaio    | Rodrigo Figueiredo Bruno Boschilia   | Mauro Vigliano                               |
| OFC          | Matthew Conger    | Tevita Makasini Mark Rule            |                                              |
| UEFA         | Gianluca Rocchi   | Elenito Di Liberatore Mauro Tonolini | Paweł Gil Massimiliano Irrati Danny Makkelie |

## Meciurile

### Prima rundă
| Al Ain                                     | 3–3 (d.p.) | Team Wellington                            |
| ------------------------------------------ | ---------- | ------------------------------------------ |
| Shiotani 45' Doumbia 49' Berg 85'          | Report     | Barcia 11' Clapham 16' Ilich 44'           |
| Diaky · Berg · El Shahat · Shiotani · Caio | 4–3        | Allen · Kilkolly · Ilich · Watson · Gulley |

### A doua rundă
| Kashima Antlers                        | 3–2    | Guadalajara                       |
| -------------------------------------- | ------ | --------------------------------- |
| Nagaki 49' Serginho 69' (pen.) Abe 84' | Report | Zaldívar 4' Léo Silva 90+4' (aut) |

| Espérance ST | 0–3    | Al Ain                               |
| ------------ | ------ | ------------------------------------ |
|              | Report | Ahmed 9' El Shahat 16' Al-Ahbabi 60' |

### Meci pentru locul cinci
| Espérance ST                                                                    | 1–1 (d.p.) | Guadalajara                                                                   |
| ------------------------------------------------------------------------------- | ---------- | ----------------------------------------------------------------------------- |
| Belaïli 38' (pen.)                                                              | Report     | Sandoval 4' (pen.)                                                            |
| Belaïli · Machani · Chemmam · Bguir · Khenissi · Derbali · Coulibaly · Dhaouadi | 6–5        | Zaldívar · Marín · Godínez · Van Rankin · Salcido · Pineda · Ponce · Brizuela |

### Semifinale
| River Plate                                | 2–2 (d.p.) | Al Ain                                             |
| ------------------------------------------ | ---------- | -------------------------------------------------- |
| Borré 11', 16'                             | Report     | Berg 3' Caio 51'                                   |
| Scocco · Quintero · Pratto · Borré · Pérez | 4–5        | Caio · Shiotani · Al-Ahbabi · Abdulrahman · Yaslam |

| Kashima Antlers | 1–3    | Real Madrid        |
| --------------- | ------ | ------------------ |
| Doi 78'         | Report | Bale 44', 53', 55' |

### Meci pentru locul trei
| Kashima Antlers | 0–4    | River Plate                                       |
| --------------- | ------ | ------------------------------------------------- |
|                 | Report | Zuculini 24' Martínez 72', 90+3' Borré 89' (pen.) |

### Finala
| Real Madrid                                          | 4–1    | Al Ain       |
| ---------------------------------------------------- | ------ | ------------ |
| Modrić 14' Llorente 60' Ramos 79' Nader 90+1' (aut.) | Report | Shiotani 86' |

## Marcatori
| Loc | Jucător                  | Echipă          | Goluri |
| --- | ------------------------ | --------------- | ------ |
| 1   | Gareth Bale              | Real Madrid     | 3      |
| 1   | Rafael Santos Borré      | River Plate     | 3      |
| 3   | Marcus Berg              | Al-Ain          | 2      |
| 3   | Gonzalo Nicolás Martínez | River Plate     | 2      |
| 3   | Tsukasa Shiotani         | Al-Ain          | 2      |
| 5   | Hiroki Abe               | Kashima Antlers | 1      |
| 5   | Mohamed Ahmed            | Al-Ain          | 1      |
| 5   | Bandar Al-Ahbabi         | Al-Ain          | 1      |
| 5   | Mario Barcia             | Team Wellington | 1      |
| 5   | Youcef Belaïli           | Espérance ST    | 1      |
| 5   | Caio                     | Al-Ain          | 1      |
| 5   | Aaron Clapham            | Team Wellington | 1      |
| 5   | Shoma Doi                | Kashima Antlers | 1      |
| 5   | Tongo Doumbia            | Al-Ain          | 1      |
| 5   | Hussein El Shahat        | Al-Ain          | 1      |
| 5   | Mario Ilich              | Team Wellington | 1      |
| 5   | Marcos Llorente          | Real Madrid     | 1      |
| 5   | Luka Modrić              | Real Madrid     | 1      |
| 5   | Ryota Nagaki             | Kashima Antlers | 1      |
| 5   | Sergio Ramos             | Real Madrid     | 1      |
| 5   | Gael Sandoval            | Guadalajara     | 1      |
| 5   | Serginho                 | Kashima Antlers | 1      |
| 5   | Ángel Zaldívar           | Guadalajara     | 1      |
| 5   | Bruno Zuculini           | River Plate     | 1      |

1 autogol
- Léo Silva (Kashima Antlers, contra lui Guadalajara)
- Yahia Nader (Al Ain, contra lui Real Madrid)

## Clasament final
| Loc | Echipa                   | MJ | V | E | Î | GM | GP | DG | Pct |
| --- | ------------------------ | -- | - | - | - | -- | -- | -- | --- |
| 1   | Real Madrid (UEFA)       | 2  | 2 | 0 | 0 | 7  | 2  | +5 | 6   |
| 2   | Al-Ain (AFC) (H)         | 4  | 1 | 2 | 1 | 9  | 9  | 0  | 5   |
| 3   | River Plate (CONMEBOL)   | 2  | 1 | 1 | 0 | 6  | 2  | +4 | 4   |
| 4   | Kashima Antlers (AFC)    | 3  | 1 | 0 | 2 | 4  | 9  | −5 | 3   |
| 5   | Espérance de Tunis (CAF) | 2  | 0 | 1 | 1 | 1  | 4  | −3 | 1   |
| 6   | Guadalajara (CONCACAF)   | 2  | 0 | 1 | 1 | 3  | 4  | −1 | 1   |
| 7   | Team Wellington (OFC)    | 1  | 0 | 1 | 0 | 3  | 3  | 0  | 1   |

## Premii
Următoarele premii au fost acordate la încheierea turneului.
| Adidas Balonul de Aur     | Adidas Balonul de Argint | Adidas Balonul de Bronz           |
| ------------------------- | ------------------------ | --------------------------------- |
| Gareth Bale (Real Madrid) | Caio (Al-Ain)            | Rafael Santos Borré (River Plate) |
| FIFA Fair Play Award      |                          |                                   |
| Real Madrid               |                          |                                   |